# Black & Blue Records
Black & Blue або Disques Black and Blue — незалежний французький лейбл звукозапису, заснований 1968 року Жаном-Марі Монест'є та Жаном-П'єром Тахмазяном (1944—2022) у Таверні, департамент Валь-д'Уаз. Спеціалізується на блюзових та джазових записах.

## Історія
Початковою ідеєю Монест'є та Тахмазяна було привезти на гастролі до Франції та записати останніх представників класичного джазу, рятуючи їх від забуття. 1967 року в Парижі Жан-Марі Монест'є зробив перший запис лейблу: сесію за участю саксофоніста Бадді Тейта і піаніста Мілта Бакнера. Далі лейбл запрошував американських джазових і блюзових музикантів, що гастролювали у Франції та Європі, зокрема в рамках American Folk Blues Festival. Завдяки дуже схвальній реакції слухачів під час концертних виступів, виконавці погодились додатково записати для Black & Blue низку своїх найкращих треків. 1970-ті роки відзначились на лейблі релізами джазових альбомів Іллінойса Жаке, Лайонела Гемптона, Стефана Граппеллі, Тедді Вілсона, а також блюзових альбомів Джиммі Докінса, Джиммі Роджерса, Коко Тейлор, Ерла Гайнса, Джона Лі Гукера, Лютера Еллісона, Отіса Раша, Лонні Брукса, Г'юберта Самліна, Пайнтопа Перкінса та багатьох інших виконавців. Таким чином Black & Blue отримав каталог, якому, за висловом журналу «Soulbag», «могли б позаздрити багато американських лейблів».
У середині 1990-х років Жан-Мішель Пруст і Жан-Марк Фріц започаткували серію The Definitive Black & Blue Sessions, яка відновила доступ до найцінніших записів каталогу. У березні 2017 року Black and Blue відсвяткував своє 50-річчя в паризькому джазовому клубі «Етуаль».
З 2005 року місцеперебування лейблу змінилося на Сен-Дені, у департаменті Сена-Сен-Дені.
31 липня 2022 року, у 78 років помер один з співзасновників Black & Blue, Жан-П'єр Тахмазян

## Виконавці
Гурти та виконавці, що співпрацювали з лейблом раніше або були підписані станом на 2019 рік:
| - The Aces - Монті Александер - Лютер Еллісон - Кет Андерсон - Луї Армстронг - Кокомо Арнольд - Жорж Арванітас - Гарольд Ешбі - Марсель Аззола - Жерар Бадіні - Мікі Бейкер - Кріс Барбер - The Barrett Sisters - Семмі Бенскін - Бастер Бентон - Франсуа Бінсан - Воллес Бішоп - Літтл Джо Блю - Банні Бріггс - Лонні Брукс - Біг Білл Брунзі - Кларенс «Гейтмут» Браун - Рей Браянт - Мілт Бакнер - Едді «Гітар» Бернс - Біллі Батлер - Дон Байас - Бенні Картер - Аль Кейсі - Едді Чамблі - Док Чітем - Едді Клірвотер - Арнетт Кобб - Козі Коул - Білл Коулмен - Майкл Коулмен - Джин Коннерс - Джонні Коупленд - Ларрі Кор'єл - Стенлі Ковелл - Воллес Девенпорт - Едді Локджо Девіс - Ларрі Девіс - Вайлд Білл Девіс - Джиммі Докінс - Жорж Дельрю - Сідні Де Парі - Вік Дікенсон - Лефті Дізз - Білл Доггетт - Дороті Донеган - Дені Доріз - Боббі Дарем - Гаррі Едісон - Сліпі Джон Естес - Девід Ейгес - Пет Флаверс - Панама Френсіс - Кертіс Фуллер - Лоуелл Фулсон - Рой Гейнс - Леонард Гаскін - Ллойд Гленн | - Стефан Граппеллі - Чак Грін - Ел Грей - Тайні Граймс - Джонні Гуарн'єрі - Франсуа Гуїн - Бадді Гай - Хуаніта Голл - Лайонел Гемптон - Роланд Ганна - Джон Гарді - Білл Гарріс - Коулмен Гокінс - Джей Сі Герд - Heath Brothers - Джессі Мей Гемпфіл - Ерл Гайнс - Мілт Гінтон - Мейджор Голлі - Річард «Грув» Холмс - Джон Лі Гукер - Клод Гопкінс - Гаель Ореллу - Рамона Хорват - Гелен Г'юмс - Дж. Б. Гатто - Абдулла Ібрагім - Джон Джексон - Олівер Джексон - Вілліс Джексон - Іллінойс Жаке - Гоумсік Джеймс - Ален Жан-Марі - Джо Плезант - Бадд Джонсон - Кенді Джонсон - Джиммі Джонсон - Лютер «Снейк Бой» Джонсон - Генк Джонс - Джо Джонс - Джона Джонс - Луї Джордан - Тафт Джордан - Джордж Келлі - Джо Кеннеді-молодший - Гі Лафітт - Баярд Ланкастер - Елліс Ларкінс - Бейбі Лоуренс - Лафаєтт Лік - The Legendary Blues Band - Джонні Летман - Джон Літтлджон - Роберт Локвуд-молодший - Віллі Мейбон - Роб Макконнелл - Джей Макшенн - Крістіан Морен - Роуз Мерфі - Джо Ньюман - Сай Олівер - Гот Ліпс Пейдж - Пайнтоп Перкінс | - Андре Персіані - Семмі Прайс - Елвін Квін - Рам Рамірес - Джиммі Рейні - А. К. Рід - Ред Річардс - Джин Роджерс - Джиммі Роджерс - Джиммі Роулз - Отіс Раш - Максим Саурі - Чарлі Шейверс - Арчі Шепп - Джонні Шайнс - Джиммі Ширлі - Літтл Мак Сіммонс - Жан-Себастьян Сімонов'є - Гел Сінгер - Меджик Слім - Мемфіс Слім - Санніленд Слім - Джиммі Слайд - Кліфф Смоллс - Байтер Сміт - Керрі Сміт - Флойд Сміт - Рекс Стюарт - Слем Стюарт - Сонні Стітт - Savoy Sultans - Г'юберт Самлін - Рузвельт Сайкс - Бадді Тейт - Коко Тейлор - Ед Тіпген - Джеймс Томас - Чарлз Томпсон - Сонні Томпсон - Клод Тіссенд'є - Біг Джо Тернер - Джо Тернер - Норріс Терні - Рене Утреже - Едді Вінсон - Філліп Вокер - Ті-Боун Вокер - Джон Воткінс - Карл Візерсбі - Джуніор Веллс - Джеррі Віггінс - Боб Вілбер - Клод Вільямс - Куті Вільямс - Мері Лу Вільямс - Рабберлегз Вільямс - Тедді Вілсон - Кай Віндінг - Джиммі Візерспун - Буті Вуд - Кріс Вуд - Філ Вудс - Майті Джо Янг - Марсель Заніні |